# Lycaena iris
Lycaena iris är en fjärilsart som beskrevs av Lang 1884. Lycaena iris ingår i släktet Lycaena och familjen juvelvingar. Inga underarter finns listade i Catalogue of Life.